# Los Galgos (bar)

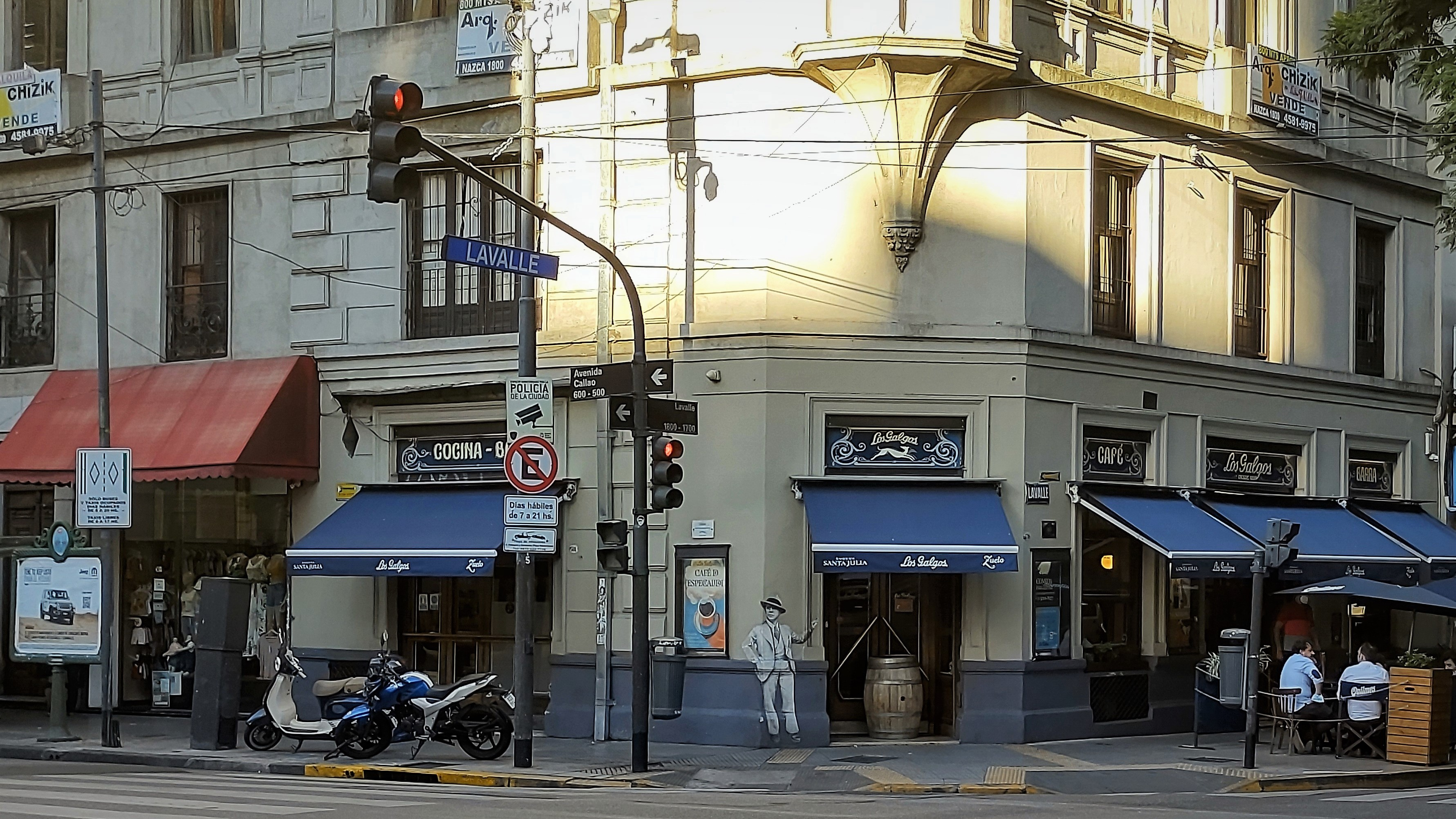
Los Galgos, en Callao y Lavalle.

Los Galgos es uno de los Bares Notables de la ciudad de Buenos Aires. Fundado en 1930, el edificio fue además sede comercial de las máquinas de coser Singer durante 10 años hasta que un asturiano, quien era fanático de las carreras de perros le dio su nombre, fundando Los Galgos como un almacén, despensa y bar. El bar se ubica en la esquina de la avenida Callao y la calle Lavalle.

## Historia

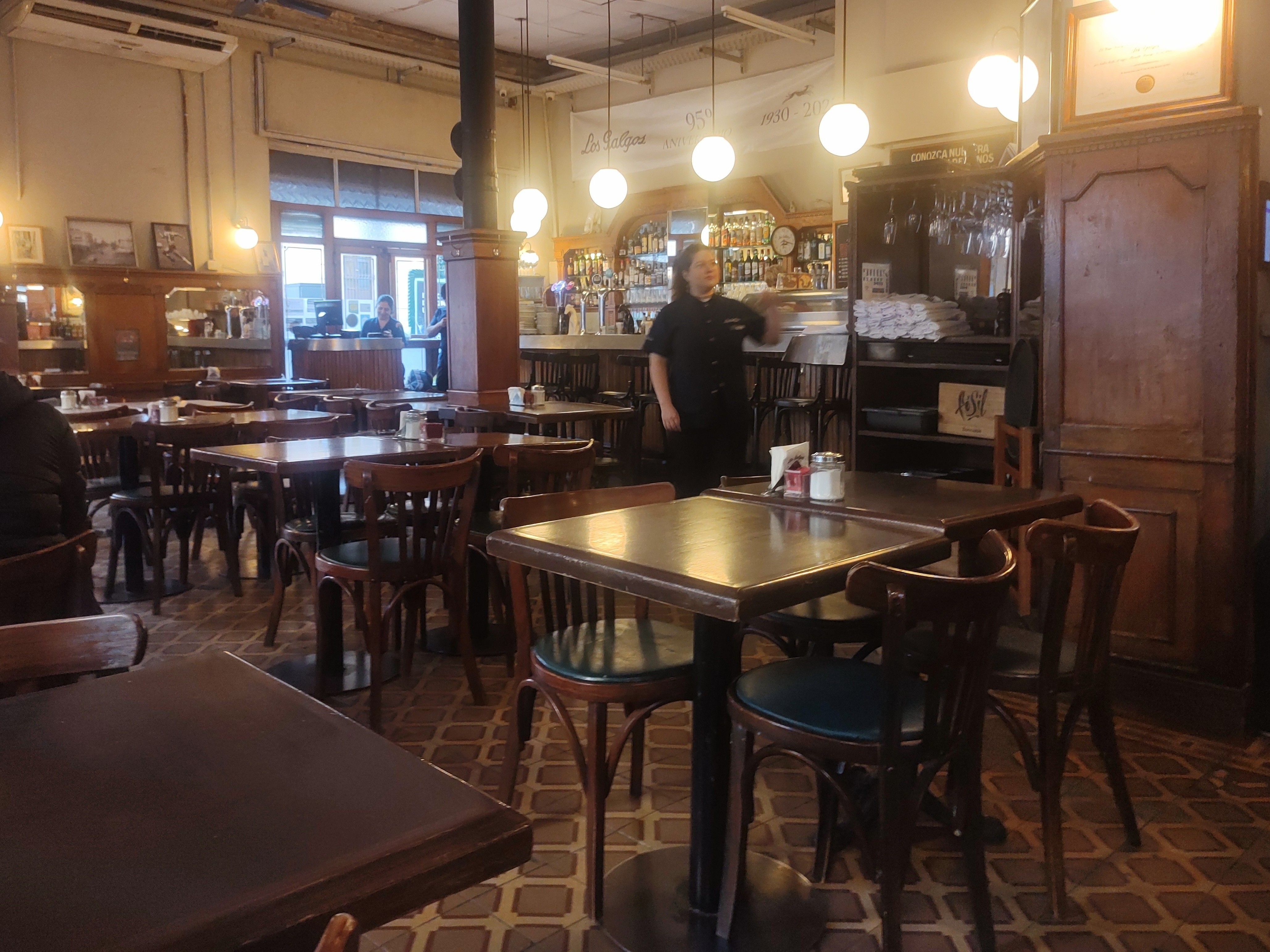
Interior

Los Galgos, como almacén y bar, abrió por primera vez el 27 de marzo de 1930. En principio, dado el origen español de su crador, la decoración buscaba imitar el estilo de los cafés y almacenes madrileños, por lo que sus muebles habían sidos importados de España. La familia Ramos le dio su nombre al lugar dado que el padre era fanático de las carreras de perros con galgos, además de que, en ese entonces, aquellas actividades se relacionaban con clases altas.
Fueron los hermanos Ramos quienes mantuvieron el bar hasta 2014, cuando cerraron sus puertas hasta que en 2015 fue recuperado y puesto a punto por Julián Díaz y Florencia Capella, fundadores además de 878. En la remodelación se amplió la capacidad del sótano, lo que permitió aumentar la producción
Por las mesas del bar han pasado notables personajes de la política y la cultura argentinas como Arturo Frondizi, Luca Prodan, Enrique Santos Discépolo, Martín Karadagian, entre otros, recordados con gracia en el mingitorio original que aún hoy decora los pasillos de Los Galgos. Su cercanía con el Colegio del Salvador los hacía lugar habitual de fiestas y encuentros de alumnos de la institución. Por otra parte, Alberto Fernández había elegido al bar como lugar de reunión de su think thank, «Grupo Callao», en 2018.